# Escándalo de los alimentos
El escándalo de los alimentos se refiere a un caso de acopio indebido de miles de toneladas de alimentos en galpones del Ministerio de Capital Humano destinados al suministro de comedores populares durante el Gobierno de Javier Milei.

## Antecedentes
Con la asunción de Javier Milei, el gobierno dejó de comprar y de distribuir los paquetes de comida que se encontraban almacenadas por el anterior gobierno.
En diciembre de 2023, el gobierno firmó un convenio con la Organización de Estados Iberoamericanos «para la prestación de servicios de personal transitorio y la adquisición de alimentos destinados a mejorar la calidad nutricional de familias en situación de vulnerabilidad» y por el que Argentina contrataba a dicha Organización para la compra de alimentos y contratar personal como garante de transparencia y eficiencia.
El dirigente social Juan Grabois, de la Unión de Trabajadores y Trabajadoras de la Economía Popular, denunció judicialmente a Sandra Pettovello, ministra de Capital Humano, en febrero por "incumplimiento de los deberes de funcionario" y "violar normas que ordenan garantizar el alimento a quienes están padeciendo situaciones de extrema pobreza". 
En febrero, en un marco de emergencia alimentaria, comenzaron también las primeras protestas de la Iglesia. También hubo una serie de manifestaciones en diferentes partes del país. En la realizada por la UTEP y otras organizaciones sociales y políticas frente a Casa Patria Libertad, sede del Ministerio de Capital Humano la policía hizo uso de gas pimienta para dispersar a los manifestantes. Pettovello manifestó que se reuniría con «los que tienen hambre», pero no con los referentes políticos. A estas protestas siguieron actos en distintos lugares del país como la «Jornada nacional de Ollas vacías» organizadas por la propia UTEP, CCC, FNC, Movimiento Evita, Pueblos Originarios en Lucha, Barrios de Pie, La Dignidad, Pueblo Unido y MTE.

## Desarrollo
El 22 de mayo el medio digital El Destape publicó una nota en la que indicaba que existía un pedido de acceso a la información pública en que el Ministerio de Capital Humano daba cuentas sobre el destino de al menos 5 000 toneladas de alimentos almacenados en grandes depósitos del Ministerio. Entre ellos se encuentran yerba mate, leche en polvo, aceite, puré de tomate, garbanzos, harina, locro y arroz con carne, entre otros productos que estuvieron acaparados desde al menos seis meses (es decir, desde el inicio del Gobierno Milei).
En medio de una crisis alimentaria en toda Argentina comenzaron de nuevo las protestas de la Iglesia en mayo. Un grupo de sacerdotes, encabezados por el cura y activista Francisco Olvera y con el lema “Si nuestro pueblo no come, nosotros tampoco vamos a comer”, se puso en huelga de hambre hasta que el Gobierno no repartiera los 5 millones de kilos de alimentos que tenía retenidos el Gobierno.
El 27 de mayo un fallo judicial exigió al gobierno a repartir los alimetos por los comedores populares en un plazo de 72 horas El Gobierno apelo esta decisión de la justicia, aunque reconoció que hay productos cercanos a vencerse y aseguró que hará entrega de los mismos de forma inmediata con el Ejército. A su vez fue expulsado del gobierno el funcionario Pablo de la Torre por «mal desempeño».
La Organización de Estados Iberoamericanos en un comunicado se desligó de la actuación del Gobierno. La OEI afirmó que ellos llevaron «a cabo la contratación de prestadores para diversas funciones solicitadas por dicha dependencia», pero que «la selección de perfiles corresponde exclusivamente a la Secretaría y que ellos se limitan "a ejecutar las decisiones y procedimientos establecidos por esta"».
El juez de feria no aceptó los argumentos del gobierno contra la medida que lo obligaba a detallar el plan de entrega de los alimentos a los diferentes comedores sociales y le exigió que en 48 horas mostrase los resultados.
Diferentes jueces de distintas provincias, ante la quietud del Gobierno en el reparto de los alimentos, dictaron "órdenes de presentación con allanamiento en subsidio" por parte de la Gendarmería de diferentes galpones durante los primeros días de junio. Finalmente  el Gobierno anunció que 465 mil kilos de leche en polvo sería entregados al Opus Dei y que la mayor parte iría destinada a la Provincia de Mendoza debido a que la Obra carecía de representación en algunas provincias. Sin embargo, un día después la vocera del Opus Dei afirmó que no podían repartir los alimentos por cuestiones logísticas y arremetió contra el Gobierno por su falta de planificación.
En octubre de 2024 la ministra libertaria sería  nuevamente cuestionada cuando una investigación periodística reveló que Petovello no entrega  productos básicos para paliar el hambre ni fondos para adquirirlos, pero había realizado gastos millonarios para fiestas y cátering para la Secretaría de Niñez, Adolescencia y Familia de la que depende la política alimentaria, entre otros gastos superfluos adquirió una cafetera automática por casi 2 millones de pesos, además de desembolsar 3 millones por un cáterin para los funcionarios en un evento a principios de octubre con desayuno, almuerzo y coffee break. Desde diciembre la ministra llevaba gastados casi 97 millones de pesos en cátering para su dependencia, incluidos un gasto de cátering de 14 millones para celebrar su cumpleaños en el ministerio.
El 1 de noviembre el Juzgado Contencioso Administrativo Federal ordenó al gobierno mantener los programas de entrega de alimentos a los comedores y merenderos comunitarios en todo el país dando así continuidad a los diferentes programas que resguardan el principio de no regresividad en Derechos Humanos e informar mensualmente de ellos. Aun así el Juzgado no limitó las facultades del Poder Ejecutivo para revisar, reestructurar o auditar los programas, siempre que mantenga el derecho a la alimentación del colectivo destinatario de forma efectiva.

## Supuesto desenlace
Tras tensas negociaciones que comenzaron el 25 de junio entre la Secretaría Nacional de Niñez, Adolescencia y Familia del Ministerio de Capital Humano y el Ministerio de Desarrollo de las Comunidades, el gobierno argentino se comprometió el 7 de agosto a realizar la entrega a diferentes provincias y cuyo porcentaje se calcularía mediante "unidades geográficas (radios, fracciones censales y/o departamentos)" en función de las condiciones de vida o situación de vulnerabilidad de los hogares con integrantes en edad escolar que allí residen.
Sin embargo a día 13 de agosto solo habían repartido 2,5 millones entre 10 provincias que según Pettovello alcanzaron para 4 223 comedores.

## Nueva denuncia
En marzo de 2025 realizó una ampliación de la denuncia junto a Alejandro Gramajo, secretario general de la UTEP a Pettovello por incumplimiento de deberes de funcionario público tras encontrar útiles escolares y nuevos alimentos en 13 depósitos gubernamentales.